# Hitoshi Imamura
Pour les articles homonymes, voir Imamura.
Hitoshi Imamura (今村 均), né le 28 juin 1886 à Sendai et mort le 4 octobre 1968, est un général de l'Armée impériale japonaise durant la Seconde Guerre mondiale.

## Biographie
Il est né à Sendai. Il s'inscrit à l'Académie de l'armée impériale japonaise et devient lieutenant en 1907. En 1911, il étudie à École militaire impériale du Japon et est promu capitaine en 1917, la même année il est envoyé comme attaché militaire à Londres.
Il est promu major en 1922 et lieutenant-colonel en 1926. En 1927, il est attaché militaire en Inde britannique. En 1930, il est promu colonel. En 1932, il participe à l'incident de Mukden, il commande 57e régiment d'infanterie.
Il est promu général de division en 1935. En 1938, il commande la 5e division durant la guerre sino-japonaise (1937-1945). En 1941, il commande la 16e armée, il participe à l'invasion des Indes orientales néerlandaises et à l'invasion de Java en 1942.
En 1942, il commande la 8e armée régionale lors de la bataille des Salomon orientales et à la campagne de Nouvelle-Guinée.
En 1945, il est arrêté par l'armée australienne et jugé pour crimes de guerre. Il est condamné à 10 ans de prison à Tokyo. 
Il est libéré en 1954. Considérant sa peine comme trop légère en regard des crimes commis, il fait construire une réplique de sa cellule dans son jardin et y restera jusqu'à sa mort.